# Полевая, Екатерина Геннадьевна
Екатерина Геннадьевна Полевая (род. 22 ноября 1974 года) — заслуженный мастер спорта Республики Казахстан (подводный спорт).

## Карьера
Занялась плаванием в 8 лет.
Екатерина Полевая была признана лучшей подводницей планеты 1992 года. В 2006 г. занесена в Книгу Рекордов Гиннесса РК (как спортсмен, в честь которого впервые был поднят флаг и звучал гимн нашей страны на Чемпионате Мира в 1992 г. г. Клагенфурт, Австрия) - 22 сентября 1992 года в упражнении "ориентиры" Екатерина Полевая стала чемпионкой мира.
На VI, VII и VIII чемпионатах мира команда женщин Казахстана неизменно становилась первой.
С 1996 года выступала под фамилией Цыбульская.
На первом чемпионате Азии по подводному ориентированию и марафону стала чемпионкой на марафонской дистанции 2 км .
На чемпионате мира, состоявшегося в июне 2006? года в Есенице у Хеба (западная Чехия) стала чемпионкой .
На Кубке мира в венгерском городе Гекенеш в 2006 году завоевала золотую медаль в упражнении «звезда» и серебряную медаль - в командном упражнении.
На чемпионате 2006 года в Венгрии выиграла три золотые и одну серебряную медали.
Девятикратная Чемпионка Мира, пятикратная Чемпионка Европы, дважды абсолютный победитель Кубков Мира, Чемпионка Азии, многократный победитель и призёр международных, всесоюзных и республиканских чемпионатов.
В настоящее время - заведующая спортивно-оздоровительного комплекса «Казахстан».
Член ассоциации профессионалов фитнеса (FPA) г. Москва.
Член федерации аэробики (АФА) г. Алматы.
Организатор 1 ого Республиканского аква фестиваля 2016г.
Прошла обучение Mind Through Body Transformation School of Bangkok. 
Инструктор-универсал,психолог, персональный тренинг,трансформация сознания через физику (плавание, аква-аэробика, аэробика, степ-аэробика, силовые направления аэробики, пилатес, йога, детский фитнес, фитнес для будущих мам,имфитнес,фитнес интимных мышц, персональный тренер у первых лиц государства)

## Образование
Окончила Республиканскую среднюю общеобразовательную школу-интернат спортивного профиля №6 (РСОШИСП) и училище олимпийского резерва №3. В 2002 году заочно закончила Казахскую государственную академию физической культуры, туризма и спорта.

## Семья
Сын - Владислав Цыбульский, тренер по плаванию, призёр Республиканских соревнований, участник открытого первенства Российской Федерации по плаванию в ластах. Племянница Усманова Вероника, МСМК по подводному ориентированию, МС по подводному плаванию, Инструктор водных программ.